# کرنان ۱۲۷۹۰
سیارک ۱۲۷۹۰ (به انگلیسی: 12790 Cernan، نامگذاری:1995UT2) دوازده هزار و هفتصد و نودمین سیارک کشف شده‌است که در ۲۴ اکتبر ۱۹۹۵ کشف شد.
قدر مطلق سیارک برابر ۱۵٫۰۰ است.